# Ferrovia San Gallo-Winterthur
La ferrovia San Gallo-Winterthur è una linea ferroviaria a scartamento normale della Svizzera.

## Storia
Il 25 febbraio 1846 si costituì a San Gallo l'associazione St.Gallisch-Appenzellischen Eisenbahn-Vereins per lo studio di linee ferroviarie tra il lago di Costanza, San Gallo e Winterthur. Pochi mesi dopo fu redatto un primo progetto che evitava di penetrare nel canton Turgovia, il quale preferiva la progettanda ferrovia Winterthur-Romanshorn. Nel 1852 furono ottenute le concessioni dal canton San Gallo per la tratta San Gallo-Wil e dal canton Zurigo per la tratta Elgg-Winterthur, mentre il canton Turgovia continuava a frapporre ostacoli. Il 27 dicembre 1852 fu costituita la società St.Gallisch-Appenzellischen Eisenbahngesellschaft (SGAE) per la costruzione e l'esercizio della linea. Solo nel 1853, dopo una petizione degli abitanti di Winterthur e della valle della Töss all'Assemblea federale, la Turgovia concesse l'autorizzazione per la tratta Wil-Sirnach-Eschlikon-Aadorf.
| Tratta                      | Raddoppio       |
| --------------------------- | --------------- |
| San Gallo-Bruggen           | 1º maggio 1912  |
| Bruggen-Winkeln             | 15 maggio 1926  |
| Winkeln-Gossau              | 11 ottobre 1913 |
| Gossau-Flawil               | 14 maggio 1929  |
| Flawil-Uzwil                | 4 novembre 1931 |
| Uzwil-Schwarzenbach         | 12 maggio 1927  |
| Schwarzenbach-Wil           | 6 aprile 1927   |
| Wil-Eschlikon               | 1º maggio 1912  |
| Eschlikon-Aadorf            | 28 agosto 1912  |
| Aadorf-Räterschen           | 1º maggio 1913  |
| Räterschen-Winterthur Grüze | 8 ottobre 1953  |
| Winterthur Grüze-Winterthur | 1949            |

La prima pietra fu posata a San Gallo il 30 marzo 1853. La prima tratta, tra la stazione di Winterthur e quella di Wil, aprì il 14 ottobre 1855; il successivo Natale entrò in esercizio la tratta Wil-Flawil, mentre la tratta Flawil-Winkeln fu aperta il 15 febbraio 1856. La linea fu completamente aperta all'esercizio il 25 marzo 1856.
Il 1º maggio 1857 la SGAE si fuse con la Glatthalbahn (GlTB) e la Schweizerische Südostbahn (SOB) formando le Ferrovie Svizzere Unite (VSB). La VSB venne nazionalizzata il 1º luglio 1902: le sue linee entrarono a far parte delle Ferrovie Federali Svizzere (FFS).
Sotto la gestione FFS la linea venne raddoppiata tra il 1912 e il 1953; il 15 maggio 1927 la ferrovia venne elettrificata.

## Caratteristiche
La linea, a scartamento normale, è lunga 57,13 km. La linea è elettrificata a corrente alternata monofase con la tensione di 15.000 V alla frequenza di 16,7 Hz; la pendenza massima è del 16 per mille. È interamente a doppio binario.

### Percorso
| Continuation backward |

|  |  | Straight track | Unknown route-map component "STR+l" | Unknown route-map component "CONTfq" |

|  | Station on track | Station on track |

|  | Unknown route-map component "STR+l" | Unknown route-map component "ABZgr" | One way leftward | Unknown route-map component "CONTfq" |

| One way leftward | Unknown route-map component "KRZu" | Unknown route-map component "CONTfq" |

| Stop on track |

|  | Unknown route-map component "hKRZWae" |

|  |  | Straight track | Unknown route-map component "exSTR+l" | Unknown route-map component "exCONTfq" |

|  | Station on track | Unknown route-map component "exKBHFe" |

|  |  | Straight track | Unknown route-map component "STR+l" | Unknown route-map component "CONTfq" |

|  | Station on track | End station |

| Unknown route-map component "CONTgq" | Unknown route-map component "ABZgr" |  |

| Unknown route-map component "hKRZWae" |

| Unknown route-map component "ABZgr" |

| Station on track |

| Unknown route-map component "hKRZWae" |

| Station on track |

|  | Unknown route-map component "ABZgl" | Unknown route-map component "STR+r" |

|  | Unknown route-map component "KRZo" | One way rightward |

| Unknown route-map component "eHST" |

| Unknown route-map component "eHST" |

| Unknown route-map component "hKRZWae" |

|  | Unknown route-map component "ABZg+l" | Unknown route-map component "CONTfq" |

| Head station | Station on track |  |

| Straight track | Unknown route-map component "ABZgl" | Unknown route-map component "STR+r" |

| Unknown route-map component "CONTgq" | Unknown route-map component "KRZo" | Unknown route-map component "KRZo" | One way rightward |  |

| Continuation forward | Straight track |  |

| Station on track |

| Unknown route-map component "hKRZWae" |

| Station on track |

| Stop on track |

| Station on track |

| Station on track |

| Stop on track |

| Stop on track |

| Stop on track |

|  | Unknown route-map component "ABZg+l" | Unknown route-map component "CONTfq" |

| Station on track |

| Unknown route-map component "CONTgq" | Unknown route-map component "ABZg+r" |  |

| Non-passenger station/depot on track |

| Unknown route-map component "CONTgq" | Unknown route-map component "ABZg+r" |  |

| Station on track |

| Unknown route-map component "CONTgq" | Unknown route-map component "ABZgr" |  |

| Continuation forward |

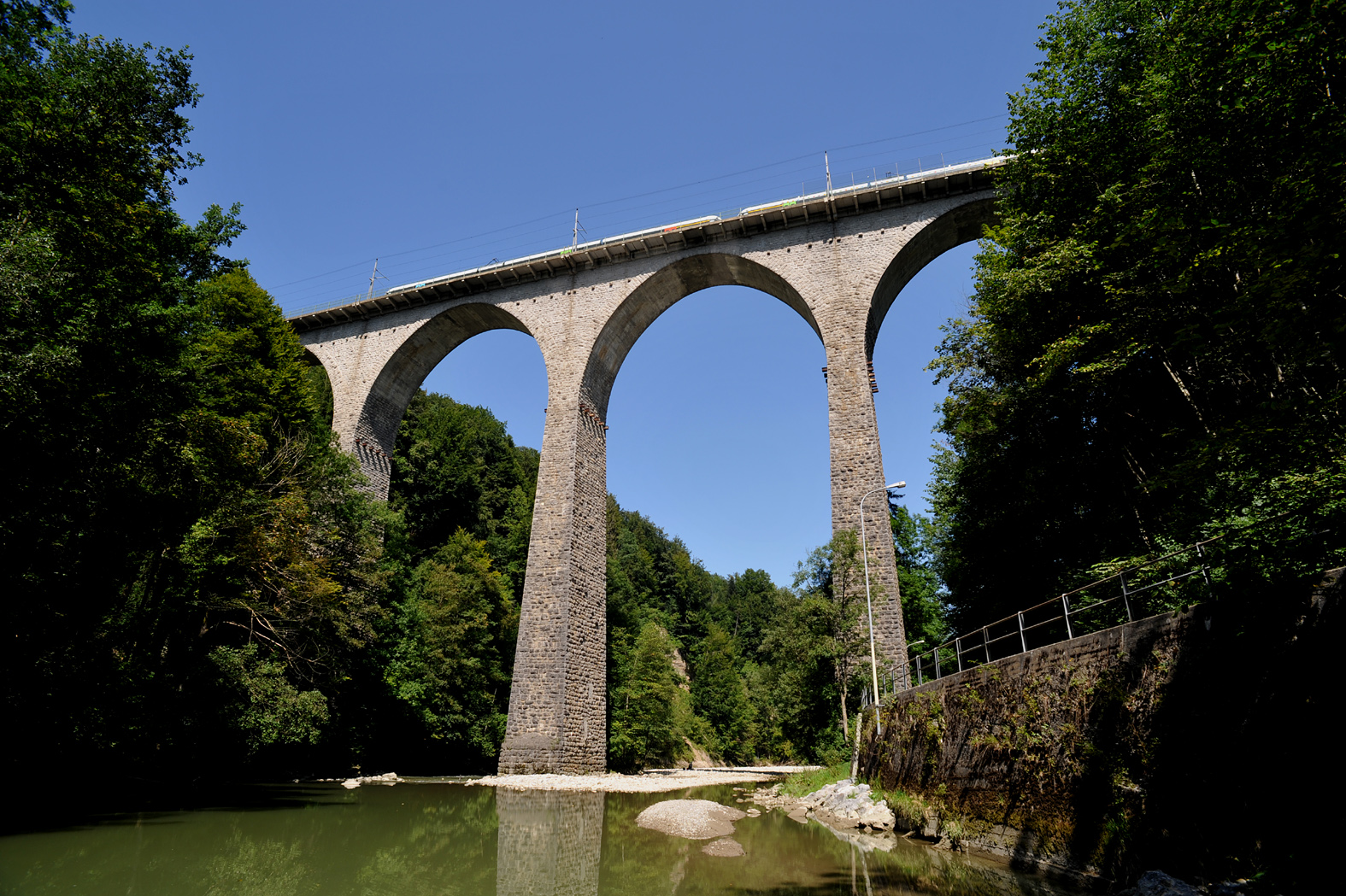
Il viadotto sul fiume Sitter

La linea parte dalla stazione di San Gallo. Nei pressi di Bruggen la ferrovia attraversa il fiume Sitter su di un viadotto: costruito originariamente a traliccio metallico, venne sostituito nel 1926 da un viadotto in muratura e cemento a doppio binario, aperto il quale si procedette alla demolizione del vecchio manufatto. La linea tocca quindi Gossau: nel 1913, in occasione dell'apertura della linea a scartamento ridotto per Herisau ed Appenzello, la stazione di Gossau venne ricostruita più a sud dell'originale; la nuova stazione entrò in servizio il 1º ottobre. Attraversato il fiume Glatt, la linea tocca Flawil; dopo un altro viadotto (sul fiume Uze), la linea serve Uzwil prima superare il fiume Thur e di entrare nella stazione di Wil.
Lasciato il canton San Gallo per il canton Turgovia, la ferrovia tocca Sirnach, attraversa il fiume Murg, tocca Eschlikon, Guntershausen bei Aadorf e Aadorf prima di entrare nel canton Zurigo. Sono serviti i comuni di Elgg, Schottikon ed Elsau prima di arrivare alla stazione di Winterthur Grüze, da cui si dirama la Tösstalbahn. La stazione di Winterthur Grüze è dotata di caratteristiche pensiline in prefabbricati di cemento, progettate da Hans Hilfiker (autore per le FFS anche del celebre orologio di stazione), realizzate nel 1954 e classificate come bene culturale di importanza regionale. La linea termina alla stazione di Winterthur.